# يوسوك إغوتشي
يوسوك إغوتشي (باليابانية: 江口洋介؛ بالكانا: えぐち ようすけ) هو مغن مؤلف وشاعر وممثل ياباني، ولد في 31 ديسمبر 1967 في كيتا في اليابان.

## اعماله

### افلام
- فراشة خطافية الذيل (1996)

## وصلات خارجية
- يوسوك إغوتشي على موقع IMDb (الإنجليزية)
- يوسوك إغوتشي على موقع ميوزك برينز (الإنجليزية)
- يوسوك إغوتشي على موقع أول موفي (الإنجليزية)
- يوسوك إغوتشي على موقع ديسكوغز (الإنجليزية)
- يوسوك إغوتشي على موقع قاعدة بيانات الفيلم (الإنجليزية)